# Бургсун
Бургсун (калм. Бурhсун — верба) — посёлок в Кетченеровском районе Калмыкии, входит в состав Кетченеровского сельского муниципального образования.

## География
Поселок находится на левом берегу реки Амта-Бургуста, на расстоянии 12 км к востоку от посёлка Кетченеры, административного центра района.

## История
Дата основания населённого пункта не установлена. Можно предположить, что оседлый населённый пункт возник в 1920-е годы в рамках политики по переводу коренного населения на оседлый образ жизни. Впервые обозначен на американской военной карте 1941 года. На административный картах Астраханской области 1956 года и Ставропольского края 1958 года обозначен как село Опытное. В 1961 году указом Президиума Верховного Совета РСФСР посёлок переименован в Бургсун.

## Население
| 2002 | 2010 | 2012 |
| ---- | ---- | ---- |
| 57   | ↘55  | ↗60  |

### Национальный состав
Согласно результатам переписи 2002 года, в национальной структуре населения калмыки составляли 80 % из 57 чел